# متلازمة سكارف
متلازمة سكارف متلازمة نادرة تتميز بتشوهات في الهيكل العظمي وتهدل الجلد وتعظم الدروز الباكر وثنائية الجنس والتخلف النفسي الحركي وتشوهات الوجه. تشكل هذه الخصائص الاختصار سكارف. تتشابه بعض الصفات بمتلازمة لينز ماجوسكي. هو مرض نادر جدًا، إذ يبلغ معدل حدوثه نحو واحد من كل مليون مولود جديد. وُصف سريريًا لدى اثنين من الذكور الذين كانوا أقارب من جهة الأم، وكذلك لدى أنثى تبلغ من العمر 3 أشهر. يميل الأطفال المصابون بهذه المتلازمة إلى أن يكون جلدهم مترهل للغاية، ما يمنحهم مظهر وجه مسن. تشمل المضاعفات المحتملة ضيق النفس والفتق البطني واضطرابات القلب واضطرابات المفاصل وخلع في مفاصل متعددة. يُعتقد أن وراثة هذا المرض متنحية مرتبطة بالصبغي إكس.

## العلامات والأعراض
العلامات والأعراض الأبرز في متلازمة سكارف هي تشوهات الهيكل العظمي وتهدل الجلد وتعظم الدروز الباكر وثنائية الجنس والتخلف النفسي الحركي وتشوهات الوجه. تختلف شدة الأعراض من شخص لآخر. تتظاهر الأعراض بشكل مشابه لدى كل من الذكور والإناث، على خلاف أعراض الجهاز البولي التناسلي المحددة.

### الأعراض
- الوجه
  - نثرة طويلة
  - ذقن صغيرة
  - تدلي الجفون
  - طيات علاية الموق
  - حَول
  - جذر أنفي مرتفع وعريض
  - نقص تكون ميناء الأسنان
- الرقبة
  - جلد القفوي زائد
  - أوتار رقبية
  - عنق قصير
- الصدر
  - صدر برميلي
  - عظم قص قصير
  - صدر جؤجؤي
  - حلمات ناقصة التنسج
- البطن
  - انفراق العضلة المستقيمة
  - فتق سري
- الهيكل العظمي
  - فقرات غير طبيعية الشكل
  - تعظم الدروز الباكر
- الجهاز البولي التناسلي
  - صغر القضيب
  - إحليل تحتي عجاني
  - فتق مغبني
  - خصية هاجرة
  - ضخامة البظر
- الجلد والشعر والأظافر
  - تهدل الجلد
  - شعر متناثر
- العصبية
  - إعاقة ذهنية
    - خفيفة إلى معتدلة

(الأعراض مأخوذة من كتالوج الوراثة المندلية البشرية عبر الإنترنت)

## الأسباب
في حين أن السبب المحدد لمتلازمة سكارف مجهول، فقد اعتُبر اضطرابًا وراثيًا. يُعتقد أنه موروث عادة وينتقل على جين متنحٍ وجينٍ سائد.

### الفيزيولوجيا المرضية
الطفرة الجينية الدقيقة المسؤولة عن متلازمة سكارف مجهولة حتى الآن. مع ذلك، يُنظر إلى نمط الوراثة على أنه متنح مرتبط بالصبغي إكس لأن أول حالتين أُبلغ عنهما من هذه المتلازمة كانتا لدى اثنين من الأقارب الذكور المرتبطين من ناحية أمهاتهم. يعني ذلك الأمر أن الجين المرتبط بهذا الاضطراب يقع على الصبغي إكس. نظرًا لأن الذكور يمتلكون صبغي إكس واحد فقط، فلا يلزم سوى طفرة واحدة لإحداث هذا الاضطراب. في المقابل، تحتاج الإناث إلى حدوث طفرة في كل من صبغيي إكس لديهن، وهو أمر نادر الحدوث. لذلك، تكون متلازمة سكارف والاضطرابات المتنحية المرتبطة بالصبغي إكس أكثر شيوعًا لدى الذكور.
يحدث تهدل الجلد، أحد أكثر الأعراض المرتبطة بمتلازمة سكارف شيوعًا، بسبب طفرات في عدة جينات مختلفة. من بين هذه الجينات ATP6V0A2 وATP7A وEFEMP2 وELN وFBLN5. هذه الجينات مسؤولة عن الألياف المرنة، وبالتحديد عن كيفية تكوينها ووظيفتها. تسمح الألياف المرنة للجلد بالتمدد، وتساعد الرئتين على التمدد والانقباض، وكذلك تساعد الشرايين في إدارة تدفق الدم عند ارتفاع ضغط الدم. قد يكون نمط الوراثة لتهدل الجلد مرتبطًا بالصبغي إكس أو صبغيًا جسديًا سائدًا أو جسديًا متنحيًا. من المعروف أن تهدل الجلد سبب للكثير من المضاعفات المرتبطة بمتلازمة سكارف مثل قصور القلب الاحتقاني والفشل التنفسي والخلل في القناة الهضمية والجهاز البولي.

## التشخيص
يعتمد التشخيص على التظاهرات السريرية والفحص البدني والتقييم الشامل للتاريخ الطبي السابق وتاريخ العائلة واختبار النمط النووي. توافق 46,XX هو نتيجة متوقعة لاختبار النمط النووي. عادة ما تكون الاختبارات المخبرية والتصوير التشخيصي غير مهمة في التشخيص. يجب الانتباه إلى علاقة الوالدين والتاريخ العائلي مع الاضطرابات المرتبطة بالصبغي إكس والاضطرابات الجسدية السائدة والاضطرابات الجسدية لتأكيد وجود متلازمة سكارف.